# Hell Paso
Hell Paso è il primo EP degli At the Drive-In, pubblicato nel 1994 dalla Western Breed Records. È diventato un disco molto raro e nei primi anni 2000 lo si poteva trovare in vendita sul sito ebay a circa 100 dollari. Il pezzo Grand Mox Turkin ha con molta probabilità preso ispirazione da Grand Moff Tarkin, uno dei personaggi di Guerre stellari, essendo i membri degli At the Drive-In appassionati di fantascienza.

## Tracce
1. Grand Mox Turkin – 2:43
2. Red Planet – 2:31
3. Emptiness is a Mule – 5:30

## Formazione
- Cedric Bixler Zavala - voce
- Jim Ward - chitarra, voce
- Jarrett Wrenn - chitarra
- Kenny Hopper - basso
- Bernie Rancun - batteria